# Crăciunelu de Sus
Crăciunelu de Sus – wieś w Rumunii, w okręgu Alba, w gminie Cetatea de Baltă. W 2011 roku liczyła 119 mieszkańców.